# Canton de Carcassonne-Est
Le canton de Carcassonne-Est, appelé également Carcassonne 1er Canton est une ancienne division administrative française, située dans le département de l'Aude.

## Représentation

### Conseillers généraux de 1833 à 2015
| Période                                  | Période           | Identité                                   | Étiquette                          | Qualité |
| ---------------------------------------- | ----------------- | ------------------------------------------ | ---------------------------------- | --- |
| 1833                                     | 1840 (démission)  | René Joseph Teisseire                      | Libéral                            | Propriétaire, Maire de Carcassonne (1830-1832) Député (1831-1839) Nommé Préfet du Var en 1840 |
| 1840                                     | 1842              | Charles Laperrine d'Hautpoul               | Centre-droit                       | Négociant en drap à Carcassonne, Député (1827-1830) |
| 1842                                     | 1848              | Antoine Joseph Gérard de Rolland du Roquan |                                    | Receveur général de l'Ardèche puis de l'Aude |
| 1848                                     | 1848              | Louis-Auguste Fagès                        |                                    | Avocat |
| 1848                                     | 1852              | Eugène Castel                              |                                    | Président de la Chambre de commerce et d'industrie de Carcassonne-Limoux-Castelnaudary (1866-1867) |
| 1852                                     | 1864              | Germain Callat                             |                                    | Avocat, propriétaire à Carcassonne |
| 1864                                     | 1871              | Pierre Labat                               |                                    | Avocat, Adjoint au Maire de Carcassonne |
| 1871                                     | 1889              | Joseph Teisseire                           | Républicain                        | Professeur - Maire de Carcassonne (1879-1882) |
| 1889                                     | 1890 (annulation) | Louis Satgé                                | Conservateur                       | Propriétaire à Carcassonne |
| 1890                                     | 1895              | Jean Passerieux                            | Rad. puis SE                       | Juge suppléant |
| 1895                                     | 1919              | Antonin Cros-Mayrevieille                  | Républicain opportuno-conservateur | Juge |
| 1919                                     | 1925              | Henry Molinier                             | RG                                 | Négociant |
| 1925                                     | 1940              | Clément Raynaud                            | Rad.                               | Avocat et journaliste Conseiller municipal de Carcassonne Sénateur (1932-1945) |
|                                          |                   |                                            |                                    | |
| 1945                                     | 1947 (démission)  | Maurice Demons                             | SFIO puis PCF                      | Inspecteur de l'enseignement primaire |
| 12 octobre 1947                          | 1967 (décès)      | Léon Noubel (1908-1967)                    | SFIO                               | 1er adjoint au maire de Carcassonne |
| 1967                                     | 1985              | Maurice Martin                             | PCF                                | Cheminot Député européen (1979-1984), adjoint au Maire de Carcassonne |
| 1985                                     | 1990 (démission)  | Roger Bertrand                             | PS                                 | Médecin à Carcassonne |
| 1990                                     | 1992              | Marc Deblonde                              | PS                                 | Chef d'entreprise à Carcassonne |
| 1992                                     | 1998              | Marc Teulié                                | UMP                                | Viticulteur Adjoint au maire de Carcassonne |
| 1998                                     | 2011              | Marc Deblonde                              | PS                                 | Chef d'entreprise à Carcassonne |
| 2011                                     | 2015              | Tamara Rivel                               | PS                                 | Architecte Conseillère municipale de Carcassonne (1995-2009) et depuis 2014 Conseillère régionale du Languedoc-Roussillon (1998-2011) Adjointe au maire de Carcassonne (2009-2014) Députée-suppléante (1997-2017) |
| Les données manquantes sont à compléter. |                   |                                            |                                    | |

### Conseillers d'arrondissement (de 1833 à 1940)
| Période                                  | Période           | Identité                            | Étiquette   | Qualité |
| ---------------------------------------- | ----------------- | ----------------------------------- | ----------- | --- |
| 1833                                     | 1836              | Jean-Philibert Marragon (1777-1853) |             | Propriétaire à Carcassonne et à Cazilhac                                                                    |
| 1836                                     | 1842 (décès)      | Jean Louis Sarrand (1784-1842)      |             | Officier d'Empire, ancien commandant de la Garde nationale, maire de Carcassonne (1835-1837)                |
| 1842                                     | 1855              | Jacques Callat                      |             | Propriétaire à Cavanac                                                                                      |
| 1855                                     | 1864              | Pierre Labat                        |             | Avocat à Carcassonne                                                                                        |
|                                          |                   |                                     |             | |
|                                          | 1890 (annulation) | Auguste Marty-Pujos                 |             | Propriétaire à Carcassonne                                                                                  |
| 1890                                     | 1895              | Léopold Rousset                     | Républicain | Conseiller municipal de Carcassonne                                                                         |
| 1895                                     | 1898              | Alfred Darzens                      | Radical     | Avocat à Carcassonne                                                                                        |
| 1898                                     | 1910              | M. Fabre                            | Radical     | |
| 1910                                     |                   | Alexis-Étienne Martignolles         | Radical     | Maire d'Espéraza                                                                                            |
|                                          |                   |                                     |             | |
| 1925                                     | 1940              | Paul Bardou                         | Radical     | Propriétaire à Cazilhac                                                                                     |
| 1940                                     |                   |                                     |             | Les conseils d'arrondissement ont été suspendus par la loi du 12 octobre 1940 et n'ont jamais été réactivés |
| Les données manquantes sont à compléter. |                   |                                     |             | |

## Composition
Le Canton de Carcassonne-Est regroupait huit communes 
| Communes                                               | Population (2012) | Code postal | Code Insee |
| ------------------------------------------------------ | ----------------- | ----------- | ---------- |
| Carcassonne (chef-lieu du canton), fraction de commune | 13 958            | 11000       | 11069      |
| Berriac                                                | 883               | 11000       | 11037      |
| Cavanac                                                | 928               | 11570       | 11085      |
| Cazilhac                                               | 1 660             | 11570       | 11088      |
| Couffoulens                                            | 619               | 11250       | 11102      |
| Leuc                                                   | 752               | 11250       | 11201      |
| Mas-des-Cours                                          | 24                | 11570       | 11223      |
| Palaja                                                 | 2 127             | 11570       | 11272      |

## Démographie
| 1975 | 1982 | 1990   | 1999   | 2006   | 2011   | 2012   |
| ---- | ---- | ------ | ------ | ------ | ------ | ------ |
| -    | -    | 16 417 | 17 970 | 20 212 | 20 951 | 20 926 |